# Sergio Bonassin
Sergio Bonassin (Dignano D’Istria, 30 gennaio 1939) è un ex calciatore italiano, di ruolo centrocampista.

## Carriera
Dopo una stagione in Prima Categoria con la Sangeminense viene prelevato dal Torino, società con la quale nel 1960 prende parte ad una gara di Coppa dell'Amicizia contro il Nancy, conclusasi sullo 0-0, ed alla finale per il terzo posto della Coppa Italia, persa per 2-1 contro la Lazio.
Nel 1960 si trasferisce alla Reggina, partecipante al campionato di Serie C.
A partire dalla stagione successiva è alla Ternana, società con la quale milita fino al 1969. Nella squadra umbra colleziona 246 presenze in campionato, risultando terzo nella graduatoria storica dietro a Gabriele Ratti (266) e Romano Marinai (254) e partecipando alla prima promozione della società in Serie B sul campo, dopo l'ammissione ai cadetti dell'immediato dopoguerra.
Si ritira all'età di 30 anni per un grave infortunio al menisco.

## Statistiche
| Stagione  | Squadra | Serie | Presenze | Reti |
| 1959-1960 | Torino  | A     | 0        | 0    |
| 1960-1961 | Reggina | C     | 12       | 0    |
| 1961-1962 | Ternana | D     | 33       | 2    |
| 1962-1963 | Ternana | D     | 32       | 2    |
| 1963-1964 | Ternana | D     | 34       | 1    |
| 1964-1965 | Ternana | C     | 33       | 1    |
| 1965-1966 | Ternana | C     | 31       | 2    |
| 1966-1967 | Ternana | C     | 31       | 2    |
| 1967-1968 | Ternana | C     | 33       | 2    |
| 1968-1969 | Ternana | B     | 34       | 0    |

## Palmarès

### Club

#### Competizioni nazionali
- Serie C: 1

Ternana: 1967-1968
- Serie D: 1

Ternana: 1963-1964